# Вулиця Миколаївка (Бровари)
Ву́лиця Миколаївка — вулиця в місті Бровари, Київська область.

## Опис
Протяжність вулиці — 550 метрів. Забудова — переважно приватна садибна. Усього близько 40-ка садиб.

## Розміщення
Вулиця Миколаївка розміщена у місцевості Старий центр. Починається від вулиці Академіка Амосова, закінчується вулицею Шевченка. Її перетинає вулиця Миколи Костомарова.

## Історія
До 25 грудня 2015 року вулиця Миколаївка мала назву вулиця Восьмого з'їзду рад — на честь VIII з'їзду рад СРСР. Сучасна назва — народна назва вулиці, на якій мешкають нащадки вихідців із хутора Миколаївка села Великої Димерки.